# Cnaeus Pedanius Fuscus
Pour son père, voir Cnaeus Pedanius Fuscus (consul en 118).
Cnaeus Pedanius Fuscus Salinator est un sénateur de l’Empire romain, petit-neveu et possible successeur d'Hadrien, exécuté en 136 pour ne pas mettre en danger la succession.

## Famille
Par son père, Gnaeus Pedanius Fuscus, premier consul éponyme du règne d'Hadrien en 118, il est petit-fils de Gnaeus Pedanius Fuscus Salinator, consul suffect en 84 sous Domitien et proconsul d'Asie vers 97/99.
Par sa mère, Julia Serviana Paulina, il est petit-fils de Lucius Julius Ursus Servianus, triple consul en 90, 102 et 134, et de sa femme Aelia Domitia Paulina, la sœur aînée de l’empereur Hadrien.
Il est né aux alentours de 113.
Hadrien fait un temps de Servianus son successeur potentiel, mais il le trouve trop âgé : il a dépassé les quatre-vingt-dix ans dans les années 130. Il se tourne alors vers Fuscus, son petit-neveu, comme possible héritier. Mais en 136, Hadrien adopte Lucius Ceionus Commodus, qui prend le nom de Lucius Aelius Caesar. Il contraint alors Servianus et Fuscus au suicide pour ne pas qu'ils mettent en danger la succession,,,, sous prétexte qu'ils auraient désapprouvé cette élection et qu'ils aspireraient à l'Empire.